# Ron Cannan
Pour les articles homonymes, voir Cannan.
Ronald (Ron) D. Cannan (né le 8 mai 1961 à Edmonton, Alberta) est un journaliste et homme politique canadien en Colombie-Britannique.

## Biographie
Il a été député à la Chambre des communes du Canada. Il a représenté la circonscription britanno-colombienne de Kelowna—Lake Country de 2006 à 2015.
Auparavant, il est conseiller municipal de Kelowna de 1996 à 2005 et à nouveau depuis 2022.
Il est marié depuis 1984 ; lui est sa femme Cindy ont trois filles.